# Tatra 52
Tatra 52 byl osobní automobil střední třídy, vyráběný podnikem Tatra, a.s. v Kopřivnici. Vznikl modernizací typu Tatra 30/52. Během let 1931–1939 vzniklo přibližně 1700 kusů, převážně s karosérií šestisedadlová limuzína. Na podvozku Tatra 52 se stavěly také sedany, kabriolety, sanitky i dodávky. 

## Historie
V roce 1926 Tatra uvedla na trh vůz střední třídy Tatra 30. Využíval páteřový rám s výkyvnými polonápravami vzadu, poháněl jej vzduchem chlazený plochý čtyřválec objemu 1680 cm³. V roce 1929 byl motor převrtán na zdvihový objem 1910 cm³, výkon vzrostl na 22 kW (30 k). Takto upravený mezityp dostal označení Tatra 30/52, do roku 1931 vzniklo asi 100 kusů.
Dalším vývojem typu Tatra 30/52 vznikl vůz Tatra 52, představený roku 1931. Hlavní změnu tvořilo hydraulické ovládání bubnových brzd, nahrazující dosavadní mechanické pomocí lanka. Menšími úpravami prošla také karosérie. Automobilka vůz nabízela ve dvou rozvorech, 3170 mm nebo 2770 mm; převážná většina vyrobených vozů měla delší rozvor. Od roku 1935 se zvýšil výkon motoru na 23,5 kW (32 k). V květnu 1936 prodělal vůz facelift karoserie po vzoru typu Tatra 75. Dosavadní žehličkovou masku nahradila nová s vodorovnými štěrbinami, karoserie získala modernější oblejší tvary. Výroba vozu skončila v roce 1939. Vzniklo přibližně 1700 kusů, z toho dvě třetiny do roku 1933.
Dvě třetiny všech vyrobených automobilů Tatra 52 nesly šestimístnou karosérii limuzína, stavěnou na dlouhém rozvoru. Kromě toho vznikaly také landaulety, sedany, kabriolety i dodávkové vozy nebo sanitky. Řadu vozů si zákazníci nechali zakázkově karosovat u předních českých karosářů, jako Sodomka, Bohemia nebo Petera. Desítky automobilů Tatra 52 zakoupila i státní správa a bezpečnostní složky.
Motory Tatra 52 využívaly i nákladní vozy Tatra 43 a Tatra 72. Motory se vyráběly i po válce, sloužily pro pohon jeřábových nástaveb autojeřábů Tatra 111 a Tatra 138.
V roce 1930 se Josef Veřmiřovský na prototypu Tatry 52 zúčastnil 28. září 1. závodu na Masarykově okruhu v Brně. Odpadl po 3. kole pro poruchu převodovky (zlomení řadicí páky). Předtím byl však úspěšný na závodu do vrchu Ecce Homo, kde 7. září zvítězil v kategorii sportovních vozů do 2,0 l a současně byl nejrychlejším závodníkem v automobilech celkově. To jel s typem 52 vybaveným kompresorem Zoller.

## Popis

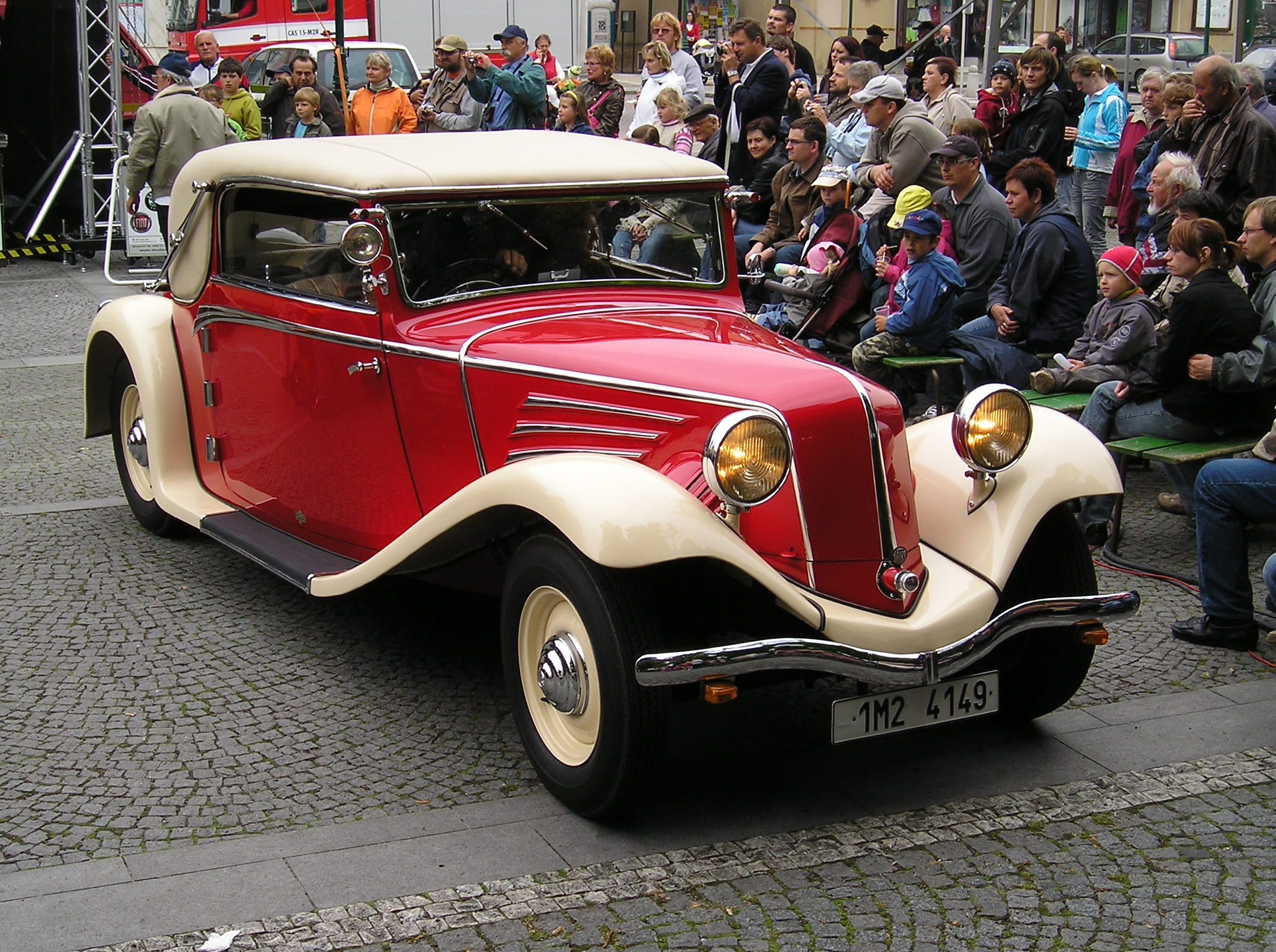
Faux cabriolet (kupé) Tatra 52 karosovaný Sodomkou v roce 1932

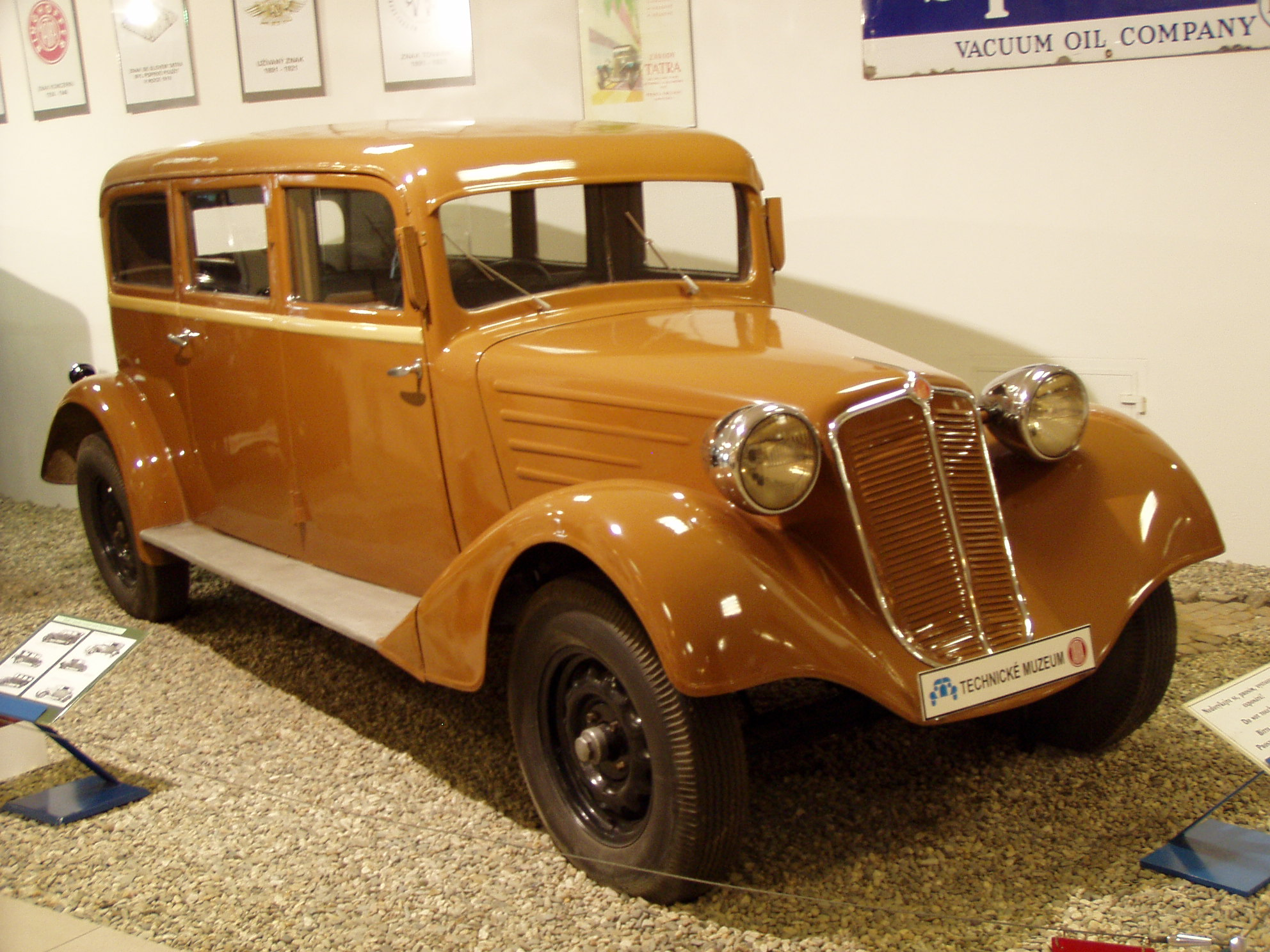
Karosérie faceliftované limuzíny Tatra 52 na podvozku Tatra 30, Technické muzeum Tatra

### Motor a převodovka
Tatru 52 pohání plochý, vzduchem chlazený zážehový čtyřválec s rozvodem OHV.  Motor má zdvihový objem 1910 cm³ (vrtání válců 80 mm, zdvih 95 mm). Dosahuje nejvyšší výkon 22 kW (30 k) při 3000 ot./min. Palivovou směs připravuje karburátor Zenith 30T (U30) nebo Solex 30. Umístění motoru je vpředu, nad přední nápravou.
Mazání je tlakové oběžné, se suchou klikovou skříní. Chlazení vzduchem je podpořeno ventilátorem umístěným na setrvačníku za motorem. Palivová nádrž má objem 45 l. Za motorem je umístěna suchá pětilamelová spojka. Za ní pak navazuje čtyřstupňová převodovka.
Elektrická soustava pracuje s napětím 12 V. Vůz je vybaven akumulátorovým zapalováním Bosch nebo Scintilla.

### Podvozek
Základ podvozku tvoří ocelová páteřová roura, vpředu opatřená přírubou pro blok motoru a převodovky. Vzadu je hnací náprava s výkyvnými poloosami. Ty jsou odpružené příčným půleliptickým listovým pérem. Nepoháněná přední tuhá náprava je odpružená příčným půleliptickým listovým pérem a osazená olejovými tlumiči. Rozvor náprav je 2770 mm (krátký) nebo 3170 mm (dlouhý). Světlá výška pod nápravami je 220 mm.
Vůz je opatřen hydraulickými bubnovými brzdami na všech kolech. Kola jsou osmnáctipalcová disková s pneumatikami rozměru 160×40, od roku 1935 6,50×16“.

### Rozměry a výkony
Údaje pro šestimístnou limuzínu s dlouhým rozvorem.:
Délka: 4 100 mm
Šířka: 1 650 mm
Výška: 1 600 mm
Hmotnost podvozku: 600 kg
Pohotovostní hmotnost: 1100 kg
Maximální rychlost: 90 km/h
Spotřeba paliva: 13–15 l/100 km